# Страницы жизни (фильм, 1974)
Страницы жизни (азерб. Ömrün səhifələri) — советский киноальманах 1974 года производства киностудии «Азербайджанфильм».

## Синопсис
Фильм-киноальманах содержит три киноновеллы.
«Конкуренты»
Новелла рассказывает о двух производителях пива и их конкуренции.
«Первая любовь к детству»
Новелла рассказывает о мальчике, который впервые влюбился. Но к сожалению этой любви помешал учитель пения Балададаш
«Сказка о сказке»
Новелла рассказывает о личной жизни молодого рабочего парня и его сына Фахраддина, ученика 1-го класса. Молодой отец обожает своего сына и думает о его будущем, но его дальнейшая судьба его сильно беспокоит.

## Создатели фильма

### В ролях/Внутренний дубляж/Дубляж на русский язык

#### Страницы жизни
Шамси Бадалбейли — телефонист (Самандар Рзаев)
Фазиль Салаев — Фазиль (Владислав Баландин)
Эльдениз Зейналов — Эльдениз (Артём Карапетян)
Сона Асланова — супруга телефониста
Шамиль Сулейманов — Балададаш (Рамиз Азизбейли, Алексей Золотницкий)
Фахри Гасанов — Фахраддин
Мухтар Маниев — Мухтар
Гаджибаба Багиров — художник свадебных нарядов
Ниджат Бекирзаде — Гусейн
Садакят Дадашева
Динара Юсифова — невестка Балададаша
Г. Расулова
П. Рзазаде
Интигам Гасымзаде

#### Конкуренты
Фазиль Салаев — Фазиль (Владислав Баландин)
Эльдениз Зейналов — Эльдениз (Артём Карапетян)
Мухтар Маниев — Мухтар
Новруз Ахундов — пьющий пиво (Талят Рахманов)
Алескер Мамедоглу — Алескер
Юсиф Юлдуз — резидент
Надир Аскеров — пьющий пиво
Камиль Магаррамов — пьющий пиво
Бахадур Алиев — клиент

#### «Первая любовь к детству»
Шамиль Сулейманов — Балададаш (Рамиз Азизбейли, Алексей Золотницкий)
Рухангиз Мусави — Севиндж (Хураман Гаджиева, Маргарита Корабельникова)
Мирвари Новрузова — мать Севинджа
Юсиф Мухтаров — тесть Севинджа (Алиаббас Кадыров)

#### Сказка о сказке
Алиаббас Кадыров — отец (Рудольф Панков)
Фахри Гасанов — Фахраддин, сын (Маргарита Корабельникова)
Эльхан Агагусейноглы — продавец

##### Роли дублировали

###### Внутренний дубляж (в титрах не указаны)
- Расим Балаев — мейханист

### Административная группа

#### Страницы жизни
автор сценария, режиссёр-постановщик и директор альманаха: Гасан Сеидбейли
оператор-постановщик: Ариф Нариманбеков
художник-постановщик: Мамед Гусейнов
композитор: Фикрет Амиров
звукооператор: Алекпер Гасанзаде
директор сюжета: Юсиф Юсифзаде

#### Конкуренты
авторы сценария: Рамиз Фаталиев, Теймур Бекирзаде
режиссёр-постановщик: Теймур Бекирзаде
оператор-постановщик: Ариф Нариманбеков
художница-постановщица: Фирангиз Гурбанова
композитор: Акшин Ализаде
звукооператор: Акиф Нуриев
редактор: Интигам Гасымзаде
директоры сюжета: Акиф Мусаев, Юсиф Юсифзаде

#### Первая любовь к детству
автор сценария: Эльчин Эфендиев
режиссёр-постановщик: Фикрет Алиев
оператор-постановщик: Валерий Керимов
художник-постановщик: Элбек Рзакулиев
композитор: Эмин Сабитоглу
звукооператор: Камал Сеидов
автор текста песни: Фикрет Годжа
редактор: Адхам Гулубеков
директор сюжета: Юсиф Юсифзаде

#### Сказка о сказке
автор сценария: Рустам Ибрагимбеков
режиссёр-постановщик: Гюльбениз Азимзаде
помощник режиссёра: Юсиф Ализаде
оператор-постановщик: Валерий Керимов
художник-постановщик: Фирангиз Гурбанова
композитор: Фикрет Амиров
звукооператор: Алекпер Гасанзаде
редактор: Интигам Гасымзаде
директор фильма: Камиль Гаджиев